# Brian Barden

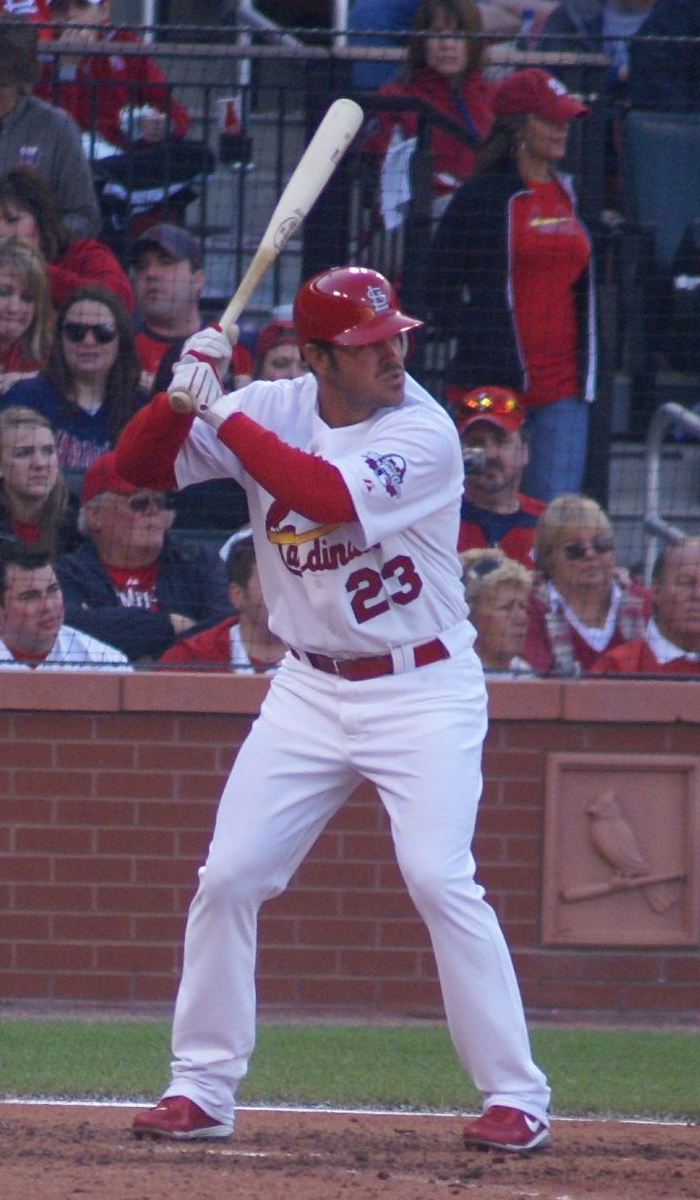
Barden i St. Louis Cardinals dräkt 2009.

Brian David Barden, född den 2 april 1981 i Templeton i Kalifornien, är en amerikansk professionell basebollspelare som spelar för Piratas de Campeche i Liga Mexicana de Béisbol (LMB). Barden är infielder, främst tredjebasman.
Barden tog brons för USA vid olympiska sommarspelen 2008 i Peking.

## Karriär

### Major League Baseball

#### Arizona Diamondbacks
Barden draftades av Arizona Diamondbacks 2002 som 189:e spelare totalt och redan samma år gjorde han proffsdebut i Diamondbacks farmarklubbssystem. Han fick dock vänta till den 3 april 2007 innan han fick göra sin MLB-debut. Senare den säsongen, efter att bara ha spelat åtta matcher, köptes han av St. Louis Cardinals.

#### St. Louis Cardinals
För Cardinals fick Barden spela 15 matcher och sammanlagt 2007 blev det 23 matcher i MLB med ett slaggenomsnitt på låga 0,171, inga homeruns och inga inslagna poäng (RBI:s). Året efter fick han bara spela nio matcher för Cardinals, men fick å andra sidan representera USA i OS i Peking (se nedan). 2009 fick han mer speltid och spelade 52 matcher, där han hade ett slaggenomsnitt på 0,233, fyra homeruns och tio RBI:s. Han spelade särskilt bra i april (0,385 i slaggenomsnitt, 0,432 i on-base % och 0,641 i slugging %) och utsågs till Rookie of the Month i National League. Efter säsongen blev han free agent.

#### Florida Marlins
I december 2009 skrev Barden på för Florida Marlins. Han spelade 35 matcher 2010 med ett slaggenomsnitt på 0,179, inga homeruns och tre RBI:s. Efter säsongen blev han free agent igen.

#### Texas Rangers
I december 2010 skrev Barden på för Texas Rangers, men han fick bara spela för Rangers högsta farmarklubb Round Rock Express och i juli 2011 blev han löst från kontraktet på egen begäran och återigen free agent. Dessförinnan blev han uttagen till Pacific Coast Leagues all star-match.

### Nippon Professional Baseball

#### Hiroshima Toyo Carp
Efter bara några dagar skrev Barden på för den japanska klubben Hiroshima Toyo Carp i Nippon Professional Baseball (NPB). Han spelade 64 matcher där under resten av 2011 års säsong med ett slaggenomsnitt på 0,281, tre homeruns och 20 RBI:s.

### Major League Baseball igen

#### Los Angeles Dodgers
I januari 2013 skrev Barden på för Los Angeles Dodgers, men han spelade hela 2013 års säsong för klubbens högsta farmarklubb Albuquerque Isotopes. Efter säsongen blev han free agent.

### Liga Mexicana de Béisbol
2014 spelade Barden för Piratas de Campeche i Liga Mexicana de Béisbol (LMB), som räknas som en minor league på AAA-nivån.

### Internationellt
Barden tog brons för USA vid olympiska sommarspelen 2008 i Peking. Han deltog i nio matcher och hade ett slaggenomsnitt på 0,265, en homerun och fem RBI:s.